# Хертвиг, Мария
Мария Августа Фредерика Хертвиг (нем. Marie Auguste Friederike Hertwig, в замужестве Хекман, нем. Heckmann; 10 декабря 1841, Грайц — 28 июля 1890, Кёльн) — немецкая пианистка.
Родилась в семье городского музыканта. В 1862—1863 гг. училась в Лейпцигской консерватории у Игнаца Мошелеса и Эрнста Фердинанда Венцеля. После этого выступала, преимущественно в камерных концертах, в различных городах Восточной Германии, включая Берлин, Лейпциг, Дрезден, Магдебург, Гёрлиц и т. д. С 1870 г. часто аккомпанировала скрипачу Роберту Хекману, за которого в 1873 г. вышла замуж. Продолжая музицировать вместе с мужем, 8 сентября 1879 года в Бонне исполнила премьеру Первой скрипичной сонаты Иоганнеса Брамса. Выступала также вместе со струнным квартетом Хекмана.
Умерла от гриппа.